# Olga Schmidtová
Olga Schmidtová, rozená Holečková, (23. ledna 1926, Banská Bystrica – 14. června 2021 Praha) byla česká herečka.

## Život
Narodila se na Slovensku. Její otec Vladimír Holeček byl Čech a na Slovensku pracoval jako úředník finanční správy, maminka pocházela ze Slovenska a byla učitelka. Do Čech se odstěhovali v roce 1939, po vyhlášení Slovenského štátu.
V roce 1941 začala v Praze studovat hereckou konzervatoř, ale dokončila ji až v roce 1947, neboť během války musela v rámci totálního nasazení pracovat v továrně. V roce 1954 se se svým druhým manželem, slovenským hercem Mirko Schmidtem (1920–2012), přestěhovala do Prahy, kde oba působili několik let v rozhlase jako slovenští hlasatelé. Poté učila řadu let v lidové škole umění.
Od 90. let se začala objevovat ve filmu v epizodních komediálních rolích, mj. třeba v roli místní drbny ve filmu Slunce, seno, erotika, ale také ve filmu Babovřesky, Rafťáci, a dalších.